# Sethus Calvisius
Sethus Calvisius, né le 21 février 1556 à Gorsleben et mort le 24 novembre 1615 à Leipzig est un compositeur, chronologue et astronome.

## Carrière
Né Seth Kalwitz dans une famille de paysans de Gorsleben en Thuringe actuelle. Il économisa assez d'argent grâce à ses talents musicaux pour commencer à Helmstedt une carrière universitaire qu'il poursuivit à Leipzig. Il devint directeur de l'école de musique de Pforta en 1572. En 1594, il obtint un poste similaire à Leipzig et fut nommé Thomaskantor de la Thomaskirche. Il garda cette charge jusqu'à sa mort à Leipzig en dépit des offres successives de chaire de mathématiques de l'Université de Francfort et de l'Université de Wittemberg. 
Calvisius fut également un astronome renommé dont l'Opus Chronologicum (Leipzig, 1605, 6e éd. 1685) utilise une base de 300 éclipses pour développer une chronologie historique rigoureuse. Il proposa, en vain, une réforme du calendrier dans son Elenchus Calendarii Gregoriani (1612); publia un livre sur la musique avec Melodiae condendae ratio (Erfurt, 1592) et composa pour des chœurs, notamment Unser Leben währet siebzig Jahr. dans la lignée des mathématiciens-musiciens néo-pytagoricien.

## Œuvres
- Harmonia cantionum ecclesiasticarum, Kirchengesänge u. geistliche Lieder D. Lutheri u. andrer frommen Christen, Mit 4 Stimmen contrapunktweise richtig gesetzt. Leipzig 1597, 1598, 1604, 1612 et 1622
- Melopoiia sive melodiae condendae ratio. Erfurt 1592 et 1630
- Compendium musicae practicae. Leipzig 1594, réimprimé en 1612 sous le titre Musicae artis praecepta
- Exercitatio musica tertia. Leipzig 1611
- Exercitationes musicae duae. Leipzig 1600
- Hymni sacri Latini et Germanici. Erfurt 1594
- Der Psalter Davids., Cornelius Becker (ed.), Leipzig 1605
- Der 150. Psalm Davids. Leipzig 1615
- Opus chronologicum ex autoritate s. scripturae ad motum luminarium coelestium contextum. Leipzig 1605 (1re ed.), Frankfurt 1685 (6e édition)
- Elenchus calendarii Gregoriani. Leipzig 1613
- Formula calendarii novi. Leipzig 1613
- Thesaurus latini sermonis. Leipzig 1614
- Enchiridion lexici Latino-Germanici. Leipzig 1614
- Tricinia, Auserlesene deutsche Lieder., Paul Rubardt (ed.), 1949
- 10 Motetten, Albrecht Tunger (ed.), 1965.
- Biciniorum libri duo, Leipzig 1612